# 20-я Далматинская дивизия
20-я Далматинская дивизия НОАЮ (сербохорв. Двадесета далматинска дивизија НОВJ / Dvadeseta dalmatinska divizija NOVJ) — дивизия Народно-освободительной армии Югославии, участвовавшая в Народно-освободительной войне Югославии.

## История
Образована 10 октября 1943 во Врдове-на-Динаре. В её состав вошли три Далматинские бригады: 8-я шибеникская, 9-я трогирская и 10-я цетинская общей численностью в 3100 человек (с февраля по апрель 1944 года в составе дивизии была 5-я прекмурская бригада). Дивизия подчинялась 8-му Далматинскому корпусу, действовала преимущественно в Средней Далмации. Боевое крещение приняла в стычках с 15-м и 5-м горными корпусами 2-й танковой армии, в особенности со следующими дивизиями: 264-й пехотной, 118-й егерской и 7-й горной СС «Принц Ойген». Также вела бои против сил четников, усташей и домобранцев.
Одной из наиболее значимых битв в боевом пути 20-й Далматинской дивизии стала битва на линии Синь-Ливно против немецких войск во время операции «Цитен». В декабре 1943 года во время контрнаступления дивизия взяла штурмом Врлику. Также она вела бои за освобождение Динары в апреле 1944 года против объединённых сил немцев, усташей и четников. В мае 1944 года освободила Аржано и уничтожила батальон усташей. В начале сентября 1944 года участвовала в наступлении на Далмацию, активное участие принимала в Книнской операции, в ходе которой была уничтожена 264-я дивизия вермахта и ликвидирована точка сопротивления на «зелёной линии» вермахта. 20 марта 1945 дивизия в составе 4-й армии начала участие в Ликско-Приморской и Триестской операциях, в ходе которых были ликвидированы 15-й и 97-й горные корпуса.